# فرايتال
فرايتال (بالألمانية: Freital) هي بلدة ألمانية، مدينة، Grosse Kreisstadt، district capital، urban district of Germany و medium regional center تقع في ألمانيا في ساكسونيا.  يقدر عدد سكانها بـ 39,267 نسمة .

## المدن التوأمة
مدن أوبرهاوزن، بادن بادن، فسيتين، ماريانسكي لازني، ميليتش و Longwy هي مدن توأمة لـفرايتال.

## أعلام
- دانييل روسين
- هيلموت رولدر
- رونالد شميت
- ساندي هوفمان
- نيكو والثر